# Cycas nitida
Cycas nitida é uma espécie de cicadófita do género Cycas da família Cycadaceae, nativa de Luzon, nas Filipinas. Esta espécie foi descrita em 2008.